# Maskerwatertiran
De maskerwatertiran (Fluvicola nengeta) is een zangvogel uit de familie Tyrannidae (tirannen).

## Verspreiding en leefgebied
Deze soort komt voor in het oosten en in het uiterste westen van Zuid-Amerika. Er zijn twee ondersoorten:
- F. n. atripennis: westelijk Ecuador en noordwestelijk Peru.
- F. n. nengeta: oostelijk Brazilië.

## Status
De grootte van de populatie is niet gekwantificeerd maar de soort wordt omschreven als vrij algemeen. Op de Rode lijst van de IUCN heeft deze soort de status niet bedreigd.